# Tierra de Bélaya

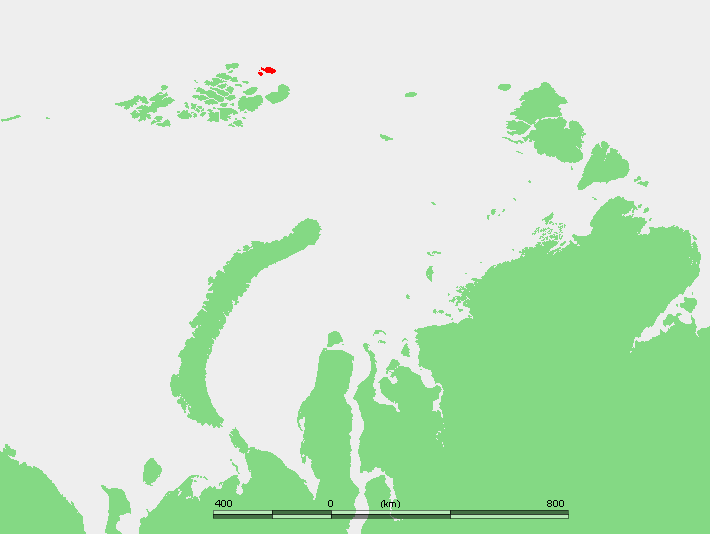
Localización del grupo de islas Tierra de Bélaya, subgrupo de la Tierra de Francisco José.

La Tierra de Bélaya (en ruso: Белая Земля, romanizado: Bélaya Zemliá, lit. 'Tierra Blanca') es un grupo de tres islas del océano Ártico, pertenecientes al archipiélago de la Tierra de Francisco José.
Administrativamente, como todo el archipiélago, pertenece al óblast de Arcángel, Federación de Rusia. 

## Geografía
La Tierra de Bélaya es un grupo de tres islas, una grande y dos pequeñas, cubiertas por glaciares. Se halla en el extremo occidental de la Tierra de Francisco José, separado del grupo principal por las aguas del estrecho de Severo Vostochni, de unos 45 km de anchura. Las islas son las siguientes:
- Isla Eva-Liv es la isla más grande del grupo con 25 kilómetros de longitud. Lleva su nombre en honor de Eva, la fallecida esposa (1907) de Fridtjof Nansen.
- Isla Adelaida se trata de una isla muy pequeña de sólo 2 km de longitud. Se encuentra a 5 km al suroeste de isla Eva, en su extremo occidental. Isla Adelaida fue nombrada en honor de la princesa Adelaida de Hohenlohe-Langenburg (1835-1900) por la Expedición austrohúngara al Polo Norte.
- Isla Frieden se trata de isla ovalada con una longitud de 8,2 km. Se encuentra 2,5 km al sur de la isla de Adelaida. La isla Frieden lleva el nombre de la palabra alemana «paz».

## Historia
Esta área fue nombrada Hvidtenland (noruego: Tierra Blanca) por Fridtjof Nansen, que llegó a este desolado lugar el 5 de agosto de 1895, durante su expedición polar. En su mapa señaló cuatro islas. Dado que el límite de hielo fijo cruza Tierra de Bélaya, a menudo es difícil distinguir entre la tierra y el mar. Sin embargo, como la cartografía del archipiélago Franz Josef se hizo más precisa, se puso de manifiesto que se trataba de un grupo de tres islas.
La Tierra de Bélaya fue el punto que el explorador ruso Valerián Albánov estaba tratando de alcanzar en 1914 para encontrar un refugio con aprovisionamientos que sabía había dejado allí Nansen. Albánov, en su desgraciada expedición, abandonó con parte de la tripulación el buque Sviataya Anna , pero debido a la deriva de los hielos polares y la abundancia de polinias a lo largo de la ruta, terminaron alejándose al suroeste, al otro extremo, acabando en la Tierra de Alejandra.